# Муди, Уолтер
Уолтер Лерой Муди-младший (англ. Walter Leroy Moody Jr.; 24 марта 1935 года, невключённая территория Рекс, округ Клейтон, штат Джорджия, США — 19 апреля 2018 года, Исправительное учреждение Холмана, округ Эскамбия, штат Алабама, США) — американский убийца, который был приговорен к смертной казни и казнён в штате Алабама за совершённое в 1989 году убийство федерального судьи Роберта Вэнса.

## Биография
В 1972 году Муди был приговорён к пяти годам заключения за хранение взрывного устройства, в результате взрыва которого была ранена его первая жена. Вскоре после осуждения он развёлся с женой. Выйдя на свободу через три года, он безуспешно пытался добиться отмены приговора и возненавидел судебную систему.
16 декабря 1989 года федеральный судья Роберт Вэнс был убит в своем доме в Маунтин-Брук, когда открыл пакет с самодельной бомбой. Вэнс умер мгновенно, а его жена, Хелен, была серьёзно ранена. После тщательного расследования 13 июля 1990 года Муди и его вторая жена Сьюзан Макбрайд, были арестованы. Сьюзан была освобождена под залог в размере 250 000 долларов в течение недели, а затем дала показания против мужа, который был приговорён к смертной казни в 1997 году. Мотивы Муди в итоге не получили однозначной трактовки.
Муди был казнён смертельной инъекцией в апреле 2018 года. Он стал самым старым казнённым преступником в современной истории Соединенных Штатов.